# Dorsum Cayeux
Le dorsum Cayeux est une dorsale lunaire située sur la Mare Fecunditatis à l'est de la face visible de la Lune.
Cette longue crête mesure 84 kilomètres de longueur.
Le dorsum Cayeux porte le nom du géologue français Lucien Cayeux (1864-1944).